# B.B.-Reisen
Die B.B.-Reisen GmbH aus Neustrelitz ist ein regionales Busunternehmen, welches von Volker Butz und Klaus Borchert am 1. Juni 1990 als OHG gegründet wurde. Seit 1994 ist das Unternehmen eine GmbH, welche im Jahr 2007 durch Arriva Deutschland übernommen wurde.
Im Jahre 2010 wurde B.B.-Reisen von Arriva Deutschland an die Netinera Deutschland GmbH weiterverkauft. Anschließend erfolgte eine Neustrukturierung des Unternehmens und eine grundlegende Umstellung des Fahrplanangebots. Heute gehört B.B-Reisen nicht mehr zur Netinera.

## Liniennetz
Seit 1992 bedient das Unternehmen insbesondere den Stadtverkehr Neustrelitz, es wird als Subunternehmer im Auftrag der MVVG gefahren. Der Stadtverkehr Neustrelitz umfasst die folgenden Linien:
| Liniennummer | Linienweg                                                                                             |
| ------------ | --- |
| 1 + 3        | (Fürstensee –) Strelitz-Alt, Alex – Kiefernheide – ZOB – Markt – Krankenhaus                          |
| 2            | ZOB – Markt – Hafen – Kalkhorst/Spiegelberg – Strelitz-Alt, Alex                                      |
| 3A           | Kalkhorst – Strelitz-Alt, Alex – ZOB – Gymnasium Carolinum – ZOB (Verstärkerlinie, nur an Schultagen) |

Einige Fahrten auf den Linien 1 und 2 werden als Anruf-Linien-Taxi (ALiTa) erbracht, d. h. nur auf telefonische Voranmeldung.
Im Oktober 2010 stellte B.B.-Reisen auf ein Rechnergestütztes Betriebsleitsystem („RBL“) um. Entsprechend kommt auch in den Fahrzeugen seit Anfang 2012 neue Technik (u. a. neue Fahrscheindrucker) zum Einsatz.
Seit dem Fahrplanwechsel am 11. Dezember 2011 werden die Linien 1 und 3 montags bis freitags durchgebunden. Die neue Linie 1+3 bedient in bestimmten Abständen zudem das Landratsamt und die Bundespolizei am östlichen Stadtrand. Am Wochenende und feiertags wurden alle Linien zusammengefasst, so dass dann nur noch eine einzige Linie in Form eines Rundverkehrs unterwegs ist.

## Tarif
In den Linienbussen gelten die Tarife und Beförderungsbedingungen des Gemeinschaftstarifs Mecklenburgische Seenplatte.
Für Fahrten von und nach Neubrandenburg wird das Kombi-Ticket MSE angeboten, welches auch in den MVVG-Regionalbussen und den Neubrandenburger Stadtbussen gilt.